# 유리 올레샤

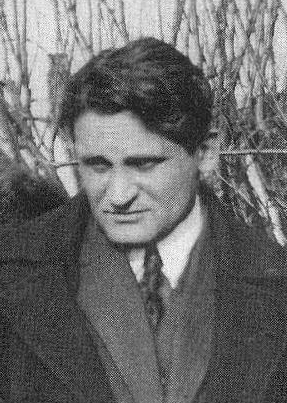
1958년 모습

유리 카를로비치 올레샤(러시아어: Ю́рий Ка́рлович Оле́ша, 1899년 3월 3일 ∼ 1960년 5월 10일)는 소비에트 주요 소설가이자 단편 작가, 희곡 작가, 시인, 수필가, 기자, 번역가, 영화 시나리오 작가이다.
올레샤는 오데사의 리셸렙스카야 김나지움 시기에 시를 쓰기 시작했으며, 노보로시스크 대학에서 2년간 법학을 공부했다. 대학 시절 그는 오데사 문학 토론 그룹에도 참여했다. 이 그룹에서 올레샤는 젊은 작가들인 일리야 일프, 발렌틴 카타예프, 예두아르트 바그리츠키 등과 교우 관계를 맺었다. 1919년 그는 후에 폴란드로 떠난 부모님의 군주제 지지의 동정을 ‘붉은 군대’에 자원함으로써 거부했다. 올레샤는 처음에 하리코프로 파송되어 선전·선동 기자로 활동했고, 그 후 모스크바에 보내졌다. 여기서 그는 성공적인 철도 기관지인 ≪경적≫의 직원이 되었다. ‘주빌로(조각칼)’라는 가명으로 활동한 그는 다른 직원 멤버들과의 끊임없는 접촉으로 문학적 영감을 날카롭게 다듬어 갔다. 1927년 그의 대표작 ≪질투≫가 출간되었다. 올레샤는 곧 이 소설을 무대에 올리기 위해 각색했다. 그는 1930년에 ≪세 뚱보≫를 갖고 똑같은 작업을 했다. 이 작품들로 인해 올레샤는 소비에트 일류 작가로 자리매김하게 되었다. 이후 ≪세 뚱보≫는 여러 사람에 의해 오페라, 라디오, 영화(두 차례) 등으로 각색되었다. 그는 1932년까지 몇몇 훌륭한 단편들을 집필했다. 이 작품들은 그의 가장 뛰어난 걸작들로 간주되는데, ≪버찌씨≫. ≪체인≫, ≪사랑≫, ≪리옴파≫, 그의 유일한 원작 희곡인 ＜자산 목록＞(1931) 등이 그것이다. 스탈린주의의 어두운 시절 동안 올레샤는 거의 침묵했고 생존을 위해서 번역과 약간의 이류급 이야기, 영화 시나리오 등을 집필했다. 그는 무일푼이었으나 성공한 소비에트 작가들은 그의 뛰어난 재능을 알았고 그를 접대하는 것을 영광으로 여겼다. 말년에 지나친 음주로 건강을 해친 결과 올레샤는 1960년 5월 10일 심장 발작으로 생을 마감한다. 그의 마지막 장편 반(半)자서적 작품인 ≪매일 한 줄씩≫(1965)은 그가 1960년 죽을 때까지 작업했던 방대하고 다양한 단편(斷編)적 글들을 편집·발행한 것이다.